# Brentwood (Missouri)
Brentwood és una població dels Estats Units a l'estat de Missouri. Segons el cens del 2000 tenia 7.693 habitants.

## Demografia
Segons el cens del 2000, Brentwood tenia 7.693 habitants, 3.929 habitatges, i 1.775 famílies. La densitat de població era de 1.523,2 habitants per km².
Dels 3.929 habitatges en un 19,7% hi vivien nens de menys de 18 anys, en un 35,3% hi vivien parelles casades, en un 7,8% dones solteres, i en un 54,8% no eren unitats familiars. En el 46,5% dels habitatges hi vivien persones soles l'11,2% de les quals corresponia a persones de 65 anys o més que vivien soles. El nombre mitjà de persones vivint en cada habitatge era d'1,96 i el nombre mitjà de persones que vivien en cada família era de 2,88.
Per edats la població es repartia de la següent manera: un 19,2% tenia menys de 18 anys, un 7,2% entre 18 i 24, un 40,2% entre 25 i 44, un 19% de 45 a 60 i un 14,4% 65 anys o més.
L'edat mediana era de 36 anys. Per cada 100 dones de 18 o més anys hi havia 79,9 homes.
La renda mediana per habitatge era de 50.643 $ i la renda mediana per família de 63.311 $. Els homes tenien una renda mediana de 47.113 $ mentre que les dones 38.924 $. La renda per capita de la població era de 30.645 $. Entorn del 3,4% de les famílies i el 5,5% de la població estaven per davall del llindar de pobresa.

## Poblacions més properes
El següent diagrama mostra les poblacions més properes.